# Tejocotal, Tlalnelhuayocan
Tejocotal är en ort i Mexiko.   Den ligger i kommunen Tlalnelhuayocan och delstaten Veracruz, i den sydöstra delen av landet, 220 km öster om huvudstaden Mexico City. Tejocotal ligger 1 572 meter över havet och antalet invånare är 130.
Terrängen runt Tejocotal är kuperad åt sydost, men åt nordväst är den bergig. Runt Tejocotal är det ganska tätbefolkat, med 100 invånare per kvadratkilometer. Närmaste större samhälle är Xalapa, 8,4 km öster om Tejocotal. I omgivningarna runt Tejocotal växer i huvudsak städsegrön lövskog.